# Comté de Calliope
Pour les articles homonymes, voir Calliope (homonymie).
Le comté de Calliope est une zone d'administration locale au sud-est du Queensland en Australie.
Le comté comprend les villes de :
- Calliope ;
- Tannum Sands ;
- Benaraby ;
- Mount Larcom ;
- Ambrose ;
- Raglan ;
- Yarwoon ;
- Boyne Island ;

et les quatre communes de la Boyne Valley.